# Gavin Greenaway
Gavin Greenaway (Londen, 15 juni 1964) is een Brits componist, arrangeur en dirigent van voornamelijk filmmuziek.

## Biografie
Greenaway werd geboren in Engeland en is de zoon van zanger, songwriter en muziekproducent Roger Greenaway. Hij studeerde aan de Strode's College in Egham en de Trinity College of Music in Londen. Nog voor het afstuderen van zijn studie, begon hij met zijn vader te werken aan de composities voor de BBC kindertelevisieseries Jimbo and the Jet Set, The Family-Ness en Penny Crayon.
In de jaren negentig verhuisde hij naar de Verenigde Staten waar hij bij Remote Control Productions filmmuziek componeerde, arrangeerde en dirigeerde voor componisten als John Powell en Hans Zimmer. Daarvan zijn de bekendste werken onder meer de films Gladiator, Pearl Harbor, Christopher Nolan's The Dark Knight-trilogie en de animatiefilms van de Madagascar-trilogie en How to Train Your Dragon-trilogie. Greenaway componeerde ook muziek voor de Super Bowl XXXIV uit 2000 en de openingsceremonie van de Olympische Winterspelen 2010.

## Discografie

### Albums
- 1988: Lifestyle
- 1992: A Million Blues (met Simon Clew)
- 1999: Millennium Celebration
- 2004: BraviSEAmo!
- 2016: Il Falco Bianco
- 2019: Woven

## Filmografie
| Jaar | Titel                 | Opmerkingen               |
| ---- | --------------------- | ------------------------- |
| 1984 | The Family-Ness       | televisieserie            |
| 1986 | Jimbo and the Jet-Set | televisieserie            |
| 1989 | Penny Crayon          | televisieserie, 1989-1990 |
| 1995 | Bugs                  | televisieserie, 1995-1996 |
| 1996 | The Fragile Heart     | televisieserie            |
| 2019 | The Sun Rose          | korte film                |

## Overige producties

### Additionele muziek
Als additioneel componist
| Jaar | Titel                            | Opmerkingen                                |
| ---- | -------------------------------- | ------------------------------------------ |
| 1993 | Needful Things                   | voor Patrick Doyle                         |
| 1997 | Face/Off                         | voor John Powell                           |
| 1998 | Antz                             | voor Harry Gregson-Williams en John Powell |
| 1999 | Forces of Nature                 | voor John Powell                           |
| 2000 | The Road to El Dorado            | voor Hans Zimmer en Elton John             |
| 2000 | Chicken Run                      | voor Harry Gregson-Williams en John Powell |
| 2001 | Evolution                        | voor John Powell                           |
| 2002 | Spirit: Stallion of the Cimarron | voor Hans Zimmer en Bryan Adams            |

### Arrangeur
| Jaar | Titel      | Opmerkingen      |
| ---- | ---------- | ---------------- |
| 2006 | Happy Feet | voor John Powell |

### Dirigent
| Jaar | Titel                                       | Opmerkingen                                                      |
| ---- | ------------------------------------------- | ---------------------------------------------------------------- |
| 1997 | The Peacemaker                              | voor Hans Zimmer                                                 |
| 1998 | Antz                                        | voor Harry Gregson-Williams en John Powell                       |
| 1998 | The Prince of Egypt                         | voor Hans Zimmer                                                 |
| 1998 | The Thin Red Line                           | voor Hans Zimmer                                                 |
| 1999 | Forces of Nature                            | voor John Powell                                                 |
| 1999 | Light It Up                                 | voor Harry Gregson-Williams                                      |
| 2000 | The Road to El Dorado                       | voor Hans Zimmer en Elton John                                   |
| 2000 | Gladiator                                   | voor Hans Zimmer Lisa Gerrard                                    |
| 2000 | Chicken Run                                 | voor Harry Gregson-Williams en John Powell                       |
| 2001 | Hannibal                                    | voor Hans Zimmer                                                 |
| 2001 | Shrek                                       | voor Harry Gregson-Williams en John Powell                       |
| 2001 | Pearl Harbor                                | voor Hans Zimmer                                                 |
| 2001 | Evolution                                   | voor John Powell                                                 |
| 2001 | I Am Sam                                    | voor John Powell                                                 |
| 2002 | D-Tox                                       | voor John Powell                                                 |
| 2002 | The Time Machine                            | voor Klaus Badelt                                                |
| 2002 | Spirit: Stallion of the Cimarron            | voor Hans Zimmer en Bryan Adams                                  |
| 2003 | Paycheck                                    | voor John Powell                                                 |
| 2004 | Shark Tale                                  | voor Hans Zimmer                                                 |
| 2005 | The Ring 2                                  | voor Hans Zimmer, Henning Lohner en Martin Tillman               |
| 2005 | Madagascar                                  | voor Hans Zimmer                                                 |
| 2005 | Batman Begins                               | voor Hans Zimmer en James Newton Howard                          |
| 2005 | The Curse of the Were-Rabbit                | voor Julian Nott                                                 |
| 2006 | United 93                                   | voor John Powell                                                 |
| 2007 | The Bourne Ultimatum                        | voor John Powell                                                 |
| 2007 | Bee Movie                                   | voor Rupert Gregson-Williams                                     |
| 2007 | The Golden Compass                          | voor Alexandre Desplat                                           |
| 2007 | The Great Debaters                          | voor James Newton Howard en Peter Golub                          |
| 2008 | Iron Man                                    | voor Ramin Djawadi                                               |
| 2008 | Kung Fu Panda                               | voor Hans Zimmer en John Powell                                  |
| 2008 | The Dark Knight                             | voor Hans Zimmer en James Newton Howard                          |
| 2008 | Madagascar: Escape 2 Africa                 | voor Hans Zimmer en John Powell                                  |
| 2008 | Monsters vs. Aliens                         | voor Henry Jackman                                               |
| 2009 | 9                                           | voor Deborah Lurie                                               |
| 2009 | Sherlock Holmes                             | voor Hans Zimmer                                                 |
| 2010 | Henri 4                                     | voor Hans Zimmer en Henry Jackman                                |
| 2010 | Green Zone                                  | voor John Powell                                                 |
| 2010 | Kick-Ass                                    | voor Henry Jackman, Ilan Eshkeri, Marius de Vries en John Murphy |
| 2010 | How to Train Your Dragon                    | voor John Powell                                                 |
| 2010 | Fair Game                                   | voor John Powell                                                 |
| 2010 | Megamind                                    | voor Hans Zimmer en Lorne Balfe                                  |
| 2010 | Love and Other Drugs                        | voor James Newton Howard                                         |
| 2010 | Tron: Legacy                                | voor Daft Punk                                                   |
| 2010 | Guilliver's Travels                         | voor Henry Jackman                                               |
| 2011 | Kung Fu Panda 2                             | voor Hans Zimmer en John Powell                                  |
| 2011 | Puss in Boots                               | voor Henry Jackman                                               |
| 2011 | Sherlock Holmes: A Game of Shadows          | voor Hans Zimmer                                                 |
| 2012 | Man on a Ledge                              | voor Henry Jackman                                               |
| 2012 | Safe House                                  | voor Ramin Djawadi                                               |
| 2012 | The Hunger Games                            | voor James Newton Howard                                         |
| 2012 | Madagascar 3: Europe's Most Wanted          | voor Hans Zimmer                                                 |
| 2012 | Abraham Lincoln: Vampire Hunter             | voor Henry Jackman                                               |
| 2012 | The Dark Knight Rises                       | voor Hans Zimmer                                                 |
| 2012 | Total Recall                                | voor Harry Gregson-Williams                                      |
| 2013 | Fast & Furious 6                            | voor Lucas Vidal                                                 |
| 2013 | Turbo                                       | voor Henry Jackman                                               |
| 2013 | Ender's Game                                | voor Steve Jablonsky                                             |
| 2014 | Captain America: The Winter Soldier         | voor Henry Jackman                                               |
| 2014 | Divergent                                   | voor Junkie XL                                                   |
| 2014 | How to Train Your Dragon 2                  | voor John Powell                                                 |
| 2014 | Interstellar                                | voor Hans Zimmer                                                 |
| 2014 | Kingsman: The Secret Service                | voor Henry Jackman en Matthew Margeson                           |
| 2015 | Dough                                       | voor Lorne Balfe                                                 |
| 2015 | Terminator Genisys                          | voor Lorne Balfe                                                 |
| 2015 | Pan                                         | voor John Powell                                                 |
| 2015 | Burnt                                       | voor Rob Simonsen                                                |
| 2016 | Kung Fu Panda 3                             | voor Hans Zimmer                                                 |
| 2016 | Captain America: Civil War                  | voor Henry Jackman                                               |
| 2016 | Spark: A Space Tail                         | voor Robert Duncan                                               |
| 2016 | The Angry Birds Movie                       | voor Heitor Pereira                                              |
| 2016 | Jason Bourne                                | voor John Powell                                                 |
| 2016 | Brimstone                                   | voor Junlie XL                                                   |
| 2016 | A Cure for Wellness                         | voor Benjamin Wallfisch                                          |
| 2017 | Kong: Skull Island                          | voor Henry Jackman                                               |
| 2017 | La Gran Promesa                             | voor Rodrigo Flores López                                        |
| 2017 | The Boss Baby                               | voor Hans Zimmer en Steve Mazzaro                                |
| 2017 | Guardians of the Galaxy Vol. 2              | voor Tyler Bates                                                 |
| 2017 | Dunkirk                                     | voor Hans Zimmer                                                 |
| 2017 | Detroit                                     | voor James Newton Howard                                         |
| 2017 | Breathe                                     | voor Nitin Sawhney                                               |
| 2017 | Kingsman: The Golden Circle                 | voor Henry Jackman en Matthew Margeson                           |
| 2018 | Dissidia Final Fantasy NT (computerspel)    | voor Keji Kawamori en Tsuyoshi Sekito                            |
| 2018 | Early Man                                   | voor Harry Gregson-Williams en Tom Howe                          |
| 2018 | Charming                                    | voor Tom Howe                                                    |
| 2018 | Solo: A Star Wars Story                     | voor John Powell                                                 |
| 2018 | Spider-Man (computerspel)                   | voor John Paesano                                                |
| 2018 | Smallfoot                                   | voor Heitor Pereira                                              |
| 2018 | Mary Poppins Returns                        | voor Marc Shaiman                                                |
| 2019 | How to Train Your Dragon: The Hidden World  | voor John Powell                                                 |
| 2019 | Pokémon Detective Pikachu                   | voor Henry Jackman                                               |
| 2019 | Brightburn                                  | voor Timothy Williams                                            |
| 2019 | Dora and the Lost City of Gold              | voor John Debney en Germaine Franco                              |
| 2019 | Judy                                        | voor Gabriel Yared                                               |
| 2019 | Star Wars Jedi: Fallen Order (computerspel) | voor Stephen Barton, Gordy Haab en Nick Lavier                   |
| 2019 | 6 Underground                               | voor Lorne Balfe                                                 |
| 2020 | Scoob!                                      | voor Junkie XL                                                   |
| 2020 | The Witches                                 | voor Alan Silvestri                                              |
| 2020 | Black Beauty                                | voor Guillaume Roussel                                           |
| 2020 | The Midnight Sky                            | voor Alexandre Desplat                                           |
| 2020 | Wonder Woman 1984                           | voor Hans Zimmer                                                 |
| 2020 | News of the World                           | voor James Newton Howard                                         |
| 2021 | Tom & Jerry                                 | voor Christopher Lennertz                                        |
| 2021 | Zack Snyder's Justice League                | voor Junkie XL                                                   |
| 2021 | Spirit Untamed                              | voor Amie Doherty                                                |
| 2021 | Black Widow                                 | voor Lorne Balfe                                                 |
| 2021 | The Boss Baby: Family Business              | voor Hans Zimmer en Steve Mazzaro                                |
| 2021 | Space Jam: A New Legacy                     | voor Kris Bowers                                                 |
| 2021 | PAW Patrol: The Movie                       | voor Heitor Pereira                                              |
| 2021 | Eternals                                    | voor Ramin Djawadi                                               |
| 2022 | Ambulance                                   | voor Lorne Balfe                                                 |
| 2022 | Fantastic Beasts: The Secrets of Dumbledore | voor James Newton Howard                                         |
| 2022 | The Gray Man                                | voor Henry Jackman                                               |
| 2022 | Puss in Boots: The Last Wish                | voor Heitor Pereira                                              |
| 2023 | Are You There God? It's Me, Margaret.       | voor Hans Zimmer                                                 |
| 2023 | Extraction 2                                | voor Alex Belcher en Henry Jackman                               |
| 2023 | The Creator                                 | voor Hans Zimmer                                                 |

### Koordirigent
| Jaar | Titel                                            | Opmerkingen                          |
| ---- | ------------------------------------------------ | ------------------------------------ |
| 2006 | Blood Diamond                                    | voor James Newton Howard             |
| 2009 | Monsters vs. Aliens                              | voor Henry Jackman                   |
| 2009 | Transformers: Revenge of the Fallen              | voor Steve Jablonsky                 |
| 2010 | How to Train Your Dragon                         | voor John Powell                     |
| 2010 | Megamind                                         | voor Hans Zimmer en Lorne Balfe      |
| 2011 | Pirates of the Caribbean: On Stranger Tides      | voor Hans Zimmer                     |
| 2011 | Kung Fu Panda 2                                  | voor Hans Zimmer en John Powell      |
| 2011 | Transformers: Dark of the Moon                   | voor Steve Jablonsky                 |
| 2011 | Puss in Boots                                    | voor Henry Jackman                   |
| 2012 | The Hunger Games                                 | voor James Newton Howard             |
| 2012 | Madagascar 3: Europe's Most Wanted               | voor Hans Zimmer                     |
| 2016 | Batman v Superman: Dawn of Justice               | voor Hans Zimmer en Junkie XL        |
| 2016 | Miss Peregrine's Home for Peculiar Children      | voor Matthew Margeson en Mike Higham |
| 2017 | Pirates of the Caribbean: Dead Men Tell No Tales | voor Geoff Zanelli                   |